# Кисими (језеро)
Кисими (енгл. Lake Kissimmee) је језеро у Сједињеним Америчким Државама. Налази се на територији америчке савезне државе Флорида. Површина језера износи 142 km².